# Epeus exdomus
Epeus exdomus is een spinnensoort in de taxonomische indeling van de springspinnen (Salticidae).
Het dier behoort tot het geslacht Epeus. De wetenschappelijke naam van de soort werd voor het eerst geldig gepubliceerd in 2010 door Jastrzebski.

## Voorkomen
De soort komt voor in Nepal.